# Sheela na gig
Sheele na gig su srednjovjekovni reljefi ili figure golih žena s naglašenom vulvom. Nalazimo ih u većini Europskih zemalja, na katedralama, dvorcima i drugim zgradama. Najtipičnije su za Irsku, Veliku Britaniju, Francusku i Španjolsku, a ponekad dolaze u paru s muškom figurom. Irska ima najveći broj očuvanih Sheeli na gig; Joanne McMahon i Jack Roberts navode 101 primjer u Irskoj i 45 primjera u Britaniji.
Figurice su se možda koristile kako bi odbile smrt, zlo ili demone. Ostale srednjovjekovne rezbarije, kao što su primjerice vodorige, često su bile dio crkvenih dekoracija diljem Europe. Smatra se da je njihova svrha bila odvratiti zle duhove. Često su se postavljale iznad vrata ili prozora, vjerojatno da ih zaštite.

## Porijeklo
Znanstvenici se ne slažu oko porijekla Sheeli na gig. James Jerman i Anthony Weir vjeruju da su figure prvi puta isklesane u Francuskoj i Španjolskoj tijekom 11. stoljeća; motiv je naposljetku stigao u Britaniju, a potom i Irsku u 12. stoljeću. Rad Jermana i Weira bio je nastavak istraživanja koje je započeo Jorgen Andersen, autor Vještice na zidu (1977.), prve važnije knjige o sheelama na gig. Eamonn Kelly, čuvar irskih starina u Nacionalnom muzeju Irske u Dublinu, skreće pozornost na širenje Sheeli na gig u Irskoj kako bi podržao Weirovu i Jermanovu teoriju. Gotovo sve očuvane figure nalaze se na mjestima anglo-normanskih osvajanja (12. stoljeće). Suprotno tome, na područjima gdje obitavaju domorodački Irci nalazimo malen broj Sheeli na gig.
Druga teorija, koju zastupaju Joanne McMahon i Jack Roberts, sugerira da su Sheele na gig ostaci predkršćanske religije plodnosti i kulta Boginje plodnosti. Ističu različitost materijala i stilova nekih Sheeli na gig od njihovih arhitektonskih kotekasta. Zato vjeruju da su ugrađene iz građevina prethodnih provijesnih razdoblja u one ranokršćanske.
Osim toga, tipične kontinentalne egzibicionističke figurice razlikuju se od irskih Sheeli na gig. U Irskoj i Velikoj Britaniji izostaju muške figure, dok je za kontinentalne rezbarije uobičajenije da uključuju muške parnjake. 

## Etimologija
Znanstvenici i znanstvenice ne slažu se oko porijekla i značenja imena Sheela na gig, jer se ne može izravno prevesti na moderni irski. Ponekad nalazimo na alternativni načini pisanja imena "Sheela" - Sheila, Síle i Síla. Prema Oxfordskom rječniku engleskog jezika, ime potječe od irskog, Síle na gcíoch, što bi značilo "Julija s grudima".
Jørgen Andersen smatra ime irskom frazom koja znači "stara vještica s grudima" ili "Sheila na svojim gunjama". Patrick S. Dinneen nadodaje još jednu irsku frazu koja označava "kameni fetiš žene, nostiteljice plodnosti, normanskog porijekla." Drugi istraživači i istraživačice doveli su u pitanje ta tumačenja – vrlo malo figura prikazano je s grudima. Rečeno je da je izraz vjerojatno naziv za vješicu ili staricu.
Barbara Freitag posvetila je čitavo poglavlje etimologiji imena u knjizi Sheela na gig: otkrivanje enigme. Ona spominje reference prije 1840. godine, uključujući brod Kraljevske mornarice nazvan Sheela Na Gig te istoimeni ples iz 18. stoljeća. Ovo su najstarija zabilježena spominanja imena, ali se ne odnose na figurice. Zapisi Kraljevske mornarice pokazuju da se naziv broda odnosio na "irski ženski duh". Freitag je otkrila da je "gig" sjevernoengleska žargonska riječ za ženske genitalije.

## Hipoteze

### Poganska boginja
Popularna je teza da Sheele na gig predstavljaju pogansku božicu, iako znanstvenici i znanstvenice vjeruju da je situacija složenija od tako jednostavne interpretacije. Moramo uključiti višestruka tumačenja ovog kompleksnog ženskog lika, budući da su se vjerske tradicije mijenjale tijekom vremena. Božica o kojoj je riječ, identificira se kao keltska boginja-vještica, Cailleach, baba-roga iz irske i škotske mitologije. Tako je predložila Margaret Murray, a slijedi ju Anne Ross, koja je u svom eseju "Boginja-vještica pgoanskih Kelta" napisala: "Željela bih sugerirati da u svom najranijem ikonografskom obliku one zapravo prikazuju teritorijalnu ili ratnu božicu s naglašenim aspektom vještice".
Mircea Eliade u Enciklopediji religija (1993) povlači paralelu između Sheeli na gig i drevnog irskog mita o božici koja daruje kraljevstvo. Pojavila bi se kao pohotna vještica, koju je većina muškaraca odbila - osim jednog koji ju je želio. Nakon odnosa, preobrazila se u prekrasnu djevojku koja mu je dodijelila kraljevsku vlast i blagoslovila njegovu vladavinu. Andersen ovoj teoriji posvećuje jedno poglavlje svoje knjige. Iako sugerira moguće poganske utjecaje irskih Sheeli na gig, ipak ih nedvosmisleno smješta u srednjovjekovni kontekst. Tvrdi da je pogansko porijeklo manje vjerojatno od kontinentalnog utjecaja tijekom srednjovjekovnog razdoblja.
Weir i Jerman istražuju utjecaj drevne starogrčke bogije Baubo na motiv reljefa, no priznaju da je veza slaba. Pišu: "ta hipoteza je zanimljivo nagađanje, ali broj dokaza nije velik".

### Simbol plodnosti
Ova se teza obično kombinira s onom "poganske boginje". Barbara Freitag sugerira da su figure korištene u obredima plodnosti i povezuje ih s "porođajnim kamenjem". Postoje folklorni dokazi da su barem neke od Sheeli na gig korištene kako bi trudnice na njima rodile. Druge figure povezujemo s obredima ulaska u brak. Prema Margaret Murray, reljef u Oxfordskoj crkvi Svetog Mihaela povezujemo s tradicijom pokazivanja istog mladenkama na dan njihova vjenčanja. Čini se da se ova teorija ne odnosi na sve figure: neke Sheele su mršave, s naglašenim rebrima i tankim grudima, što ne ukazuje na ceremonije plodnosti. Druge su debeljuškaste i prikazane u seksualnom kontekstu s partnerom. Theresa Oakley i Alex Woodcock nedavno su otkrile egzibicionistički par u Devizesu, koji moguće predstavlja plodnost. Lica nekih figura su prugasta, što ukazuje na ožiljke ili tetovaže. Weir napominje da pomno ispitivanje figurica otkriva značajke koje nisu u skladu s interpretacijama usmjerenim na plodnost.

### Upozorenje
Weir i Jerman sugeriraju da Sheele na gig služe kao neka vrsta upozorenja na nepoželjnu seksualnu požudu. Figurice su zapravo religiozna upozorenja na grijehe tijela. Prizori poput Sheeli korišteni su kao sredstvo podučavanja uglavnom nepismenog stanovništva. Andersen je prvi predložio takvu interpretaciju Sheeli, dok su Weir i Jerman nastavili i proširili njegovo istraživanje. Tvrde da je motiv migrirao s kontinenta kroz hodočasničke rute u Santiagu de Composteli. Ovoj teoriji manje vjeruju neki drugi znanstvenici i znanstvenice, koji napominju da reljefi uklesani na dvorcima ne služe vjerskoj svrsi. Ova teorija ne vrijedi za sve figure.

### Zaštita od zla
Andersen, Weir i Jerman smatraju da su se figure mogle koristiti kao zaštita od zla. To bi objasnilo upotrebu Sheeli na gig na mjestima kao što su dvorci. U Irskoj su neke od figura nazvane "kamenjem zlih očiju", što je poduprlo ovu teoriju. Poznati su i neki folklorni dokazi o anasyrmi (podizanju suknji), običaju koji su žene koristile da otjeraju zle duhove.
Andersen u tom kontekstu spominje ilustraciju Charlesa Eisena iz 18. stoljeća, koja prikazuje demona kojeg odbija prizor žene koja podiže suknju i pokazuje svoje genitalije.

### Feminističke interpretacije
Feministička znanost reinterpretira tvrdnje o Sheelama na gig, posebno u smislu utjelovljenja grijeha. Feministkinje su aproprirale figure kao ikone, a feminističke autorice gledaju na njihovu seksualnost pozitivnije, kao simbol osnaživanja ženske seksualnosti. Luz Mar González-Arias tvrdi da novo promišljanje ove srednjovjekovne ženske figure može "potaknuti suvremene žene da prestanu doživljavati vlastitu tjelesnost kao tešku, neugodnu, sramotnu - kao breme krivnje". Molly Mullin tvrdi da je slika Sheele na gig gotovo postala simbolom irskog feminizma i vjere u nadu i promjenu. Znanstvenica Georgia Rhoades tvrdi da je za mnoge suvremene feministkinje jasna i transparentna gesta Sheeline seksualnosti - pokaivanje ženskih genitalija, koje su u patrijarhatu najčešće sklonjene - "poruka o njezinu tijelu, njegovoj moći i značaju - gesta pobune protiv mizoginije, a ne odobravanje iste".